# Ängestjärnen (Älvsby socken, Norrbotten)
Ängestjärnen är en sjö i Älvsbyns kommun i Norrbotten och ingår i Alterälvens huvudavrinningsområde.